# Bobbie's Girl
Bobbie's Girl (titulada Donde habita el amor en España) es una película estadounidense para televisión de 2002 dirigida por Jeremy Kagan. Está protagonizada por Rachel Ward, Bernadette Peters, Jonathan Silverman, Thomas Brodie-Sangster, Don Foley y Alan Smyth. La película se estrenó el 9 de junio de 2002 en la cadena Showtime en Estados Unidos.

## Sinopsis
La vida de dos mujeres lesbianas (Rachel Ward y Bernadette Peters) se ve alterada cuando una de ellas tiene que hacerse cargo de su sobrino (Thomas Brodie-Sangster), que acaba de perder a sus padres en un trágico accidente. La pareja vive en una aldea de las afueras de Dublín, donde tiene una taberna.

## Reparto
- Rachel Ward – Bobbie Langham
- Bernadette Peters – Bailey Lewis
- Jonathan Silverman – David Lewis
- Thomas Brodie-Sangster – Alan Langham
- Don Foley – Niall Farrington
- Alan Smyth – Kenny

- Datos: Q4156459